# Елке Зомер
Елке Зомер (Шпандау, Берлин, Немачка, 5. новембар 1940) је немачка глумица, забављач и уметник која је глумила у многим холивудским филмовима.

## Биографија
Елке Зомер је рођена као Елке Шлец у административном округу Шпандау у Берлину, 5. новембра 1940. Она је била једино дете Ренате Топ и Петера Шлеца, протестантског свештеника који потиче из једног од најстаријих племенитих родова у Немачкој.
Током боравка у италијанском Вијаређу, 1957. године, на једној од свечаности је проглашена за мис Вијаређа. Већ следећег јутра, након што је њена фотографија објављена у локалним новинама, добила је и прву понуду да глуми у неком филму. Назив филма је био Јагуаров пријатељ (енгл. The Friend of the Jaguar). Убрзо након тога, Елке добија прилику да игра своју прву велику главну улогу. То је био филм Девојка и тужилац (нем. Das Mädchen und der Staatsanwalt), а овај филм није само постао велики хит на благајнама, већ је такође добио бројне награде и био номинован за награду Златни глобус. Након великог успеха са овим филмом Елке добија позив да снима филм са Полом Њуменом, када започиње и њена каријера у Холивуду. Неки од филмова које је снимила у том периоду су Награда (The Prize), Пуцањ у тами (A Shot in the Dark), који спада у серијал филмова Пинк Пантер, са Питером Селерсом, Уметност љубави (The Art of Love) са Џејмсом Гарнером, и други. Године 1963. глумила је у југословенско-немачком филму Острава.